# Dầu mè
Dầu mè hay dầu vừng là một loại dầu thực vật ăn được chiết xuất từ hạt vừng. Ngoài công dụng làm dầu để nấu ăn ở Nam Ấn Độ, nó thường được dùng làm gia vị trong ẩm thực Trung Hoa, Nhật Bản, Trung Đông, Triều Tiên, và Đông Nam Á.
Dầu chiết xuất từ hạt mè giàu chất dinh dưỡng còn được dùng phổ biến trong y học thay thế – như mát xa cổ truyền. Phương pháp chữa bệnh cổ truyền Ayurveda của Ấn Độ sử dụng dầu mè.
Dầu mè phổ biến ở châu Á và cũng là một trong những loại dầu từ cây tự trồng sớm nhất từng được biết đến, nhưng sản lượng dầu mè không bao giờ dồi dào ngay cả ngày nay do quá trình thu hoạch thủ công kém hiệu quả để chiết xuất dầu.